# Liechtenstein nos Jogos Olímpicos de Inverno de 2022
Liechtenstein participou dos Jogos Olímpicos de Inverno de 2022, realizados em Pequim, na China.
Foi a 20.ª aparição do país em Olimpíadas de Inverno. Foi representado por dois atletas: Marco Pfiffner, no esqui alpino, e Nina Riedener, no esqui cross-country.
O presidente do Comitê Olímpico de Liechtenstein, Stefan Marxer, foi o porta-bandeira na cerimônia de abertura, já que os atletas estavam concentrados nas competições.

## Competidores
Esta foi a participação por modalidade nesta edição:
| Esporte             | Masculino | Feminino | Total |
| ------------------- | --------- | -------- | ----- |
| Esqui alpino        | 1         | 0        | 1     |
| Esqui cross-country | 0         | 1        | 1     |
| Total               | 1         | 1        | 2     |

## Desempenho

### Esqui alpino
Masculino
| Atleta         | Evento    | Descida 1 | Descida 1 | Descida 2 | Descida 2 | Total   | Total | Total | Ref.  |
| Atleta         | Evento    | Tempo     | Pos.      | Tempo     | Pos.      | Tempo   | Dif.  | Pos.  | Ref.  |
| -------------- | --------- | --------- | --------- | --------- | --------- | ------- | ----- | ----- | ----- |
| Marco Pfiffner | Downhill  | —         | —         | —         | —         | 1:45:79 | +3.10 | 28    | [ 4 ] |
| Marco Pfiffner | Combinado | 1:45.11   | 13        | 51.29     | 9         | 2:36.40 | +4.97 | 11    | [ 5 ] |
| Marco Pfiffner | Super-G   | —         | —         | —         | —         | 1:23.66 | +3.72 | 28    | [ 6 ] |

### Esqui cross-country
Feminino
| Atleta        | Evento          | 7,5 km clássico | Pos. | Pitstop | 7,5 km livre | Pos. | Tempo final | Dif.    | Pos. | Ref.  |
| ------------- | --------------- | --------------- | ---- | ------- | ------------ | ---- | ----------- | ------- | ---- | ----- |
| Nina Riedener | 10 km clássico  | —               | —    | —       | —            | —    | 33:49.0     | +5:42.7 | 69   | [ 7 ] |
| Nina Riedener | 15 km skiathlon | 27:02.0         | 54   | 37.2    | 25:15.9      | 57   | 52:55.1     | +8:41.4 | 57   | [ 8 ] |

Legenda
| Recorde mundial      | Recorde mundial (World record)               |                       | Recorde africano                      | Recorde africano (African) |                                           | Q | Classificado por posição (Qualified) |
| Recorde olímpico     | Recorde olímpico (Olympic record)            | Recorde da América    | Recorde da América (Americas)         | q                          | Classificado por melhor tempo (Qualified) |   |                                      |
| Melhor marca do ano  | Melhor marca do ano (World leading)          | Recorde asiático      | Recorde asiático (Asian)              | DNS                        | Não largou (Did not start)                |   |                                      |
| Recorde nacional     | Recorde nacional (National record)           | Recorde europeu       | Recorde europeu (European)            | DNF                        | Não terminou (Did not finish)             |   |                                      |
| Recorde pessoal      | Recorde pessoal do atleta (Personal best)    | Recorde da Oceania    | Recorde da Oceania (Oceania)          | DSQ / DQ                   | Desclassificado (Disqualified)            |   |                                      |
| Recorde da temporada | Recorde da temporada do atleta (Season best) | Recorde sul-americano | Recorde sul-americano (South America) | NM                         | Sem marca (No mark)                       |   |                                      |